# Amerykański Koń
Amerykański Koń – popularne imię, czasem o charakterze przydomka, Indian z plemienia Siuksów. Nosili je między innymi:
- Amerykański Koń, in. Żelazna Tarcza (ang. Iron Plume) (ok. 1830-1876)
- Siedzący Niedźwiedź (ang. Sitting Bear), wódz Oglalów w połowie XIX w.
- Wasechun-Tashunka (1840-1908)